# Toast (álbum)
Toast es un álbum de estudio del músico canadiense Neil Young con el grupo Crazy Horse, publicado por la compañía discográfica Reprise Records el 8 de julio de 2022. El álbum es el noveno volumen de los Special Release Series dentro de los Neil Young Archives y fue grabado en 2001 en los Toast Studios de San Francisco (California) junto al grupo Crazy Horse. La grabación y la temática de Toast estuvo marcada por un bache en su relación con su esposa Pegi Young, de quien se divorció en 2014. Según Young: "La música de Toast trata de una relación. Hay un momento en muchas relaciones que van mal, un tiempo mucho antes de la ruptura, en el que una de las personas, tal vez ambas, se da cuenta de que se acabó. Este era el momento". Toast acabó siendo archivado y varias canciones del álbum fueron regrabadas un año después en Are You Passionate? (2002).

## Lista de canciones
| N.º | Título                          | Duración |  |
| 1.  | «Quit»                          | 5:24     |  |
| 2.  | «Standing In The Light Of Love» | 4:19     |  |
| 3.  | «Goin' Home»                    | 7:53     |  |
| 4.  | «Timberline»                    | 4:10     |  |
| 5.  | «Gateway of Love»               | 10:11    |  |
| 6.  | «How Ya Doin'?»                 | 7:00     |  |
| 7.  | «Boom Boom Boom»                | 13:06    |  |

## Personal
- Neil Young: voz, guitarra, armónica y piano.
- Frank "Poncho" Sampedro: guitarra y coros.
- Billy Talbot: bajo y coros.
- Ralph Molina: batería y coros.
- Tom Bray: trompeta.
- Pegi Young: coros.
- Astrid Young: coros.